# 효연경황후
효연경황후 왕씨(孝淵景皇后 汪氏, 선덕 2년(1427년) ~ 정덕 원년 12월 23일(1507년 1월 15일))는 경태제의 정실황후이다. 순천부(북경) 출신이다.

## 생애
정통 10년(1445년), 왕씨는 성왕(郕王) 주기옥(朱祁钰)과 혼례를 치러 성왕비(郕王妃)가 되었다. 정통 14년(1449년), 토목의 변으로 남편 주기옥은 황제가 되고, 성왕비 왕씨는 황후가 되었다. 그러나 황후 왕씨 오래가지 못해 경태 3년(1452년)에 경태제는 귀비 항씨가 황자를 출생한 후에 왕씨의 총애가 사라지고, 그것도 얼마 못가 황후 왕씨를 폐위 시켰다. 탈문의 변으로 인해 경태제가 폐위당하자, 폐후 왕씨는 성왕비로 다시 강등되었다. 몇 십년이 지나 정덕 원년 12월 23일(1507년 1월 15일)에 성왕비 왕씨는 서거한다. 그리고 사후에 정덕제의 의해서 황후로 다시 복원된다.

## 시호, 능호
왕씨 사망 이후에 황후로 다시 복원되면서 시호를 정혜안화경황후(貞惠安和景皇后)로 추시가 되나, 다시 남명의 홍광제가 즉위하자마자 건문제와 경태제 일가를 다시 복원시킬 때, 시호를 추가하여 효연숙의정혜안화보천공성경황후(孝淵肅懿貞惠安和輔天恭聖景皇后)로 재추시 되었다. 능묘는 금산의 경태릉(景泰陵)이다.